# Zasloužilý ekonom Běloruské republiky
Zasloužilý ekonom Běloruské republiky (bělorusky Заслужаны архітэктар Рэспублікі Беларусь) je čestný titul Běloruské republiky. Udílen je prezidentem republiky ekonomům za zásluhy o rozvoj ekonomické vědy a národního hospodářství.

## Pravidla udílení
Čestné tituly, podobně jako další státní vyznamenání, udílí prezident republiky či jiné osoby v jeho zastoupení. Čestné tituly jsou udíleny na základě vyhlášky prezidenta republiky. K jejich udělení dochází během slavnostního ceremoniálu a oceněnému je předáváno potvrzení o udělení ocenění a odznak.
Čestný titul Zasloužilý ekonom Běloruské republiky se udílí ekonomům a pracovníkům ve státních i soukromých financích, kteří v oboru pracují po dobu nejméně patnácti let. Udílen je za zásluhy v oblasti ekonomiky a financí, za rozvoj ekonomické vědy a školení personálu.